# Natingen
Natingen gehört mit seinen 279 Einwohnern zur Stadt Borgentreich im Kreis Höxter in Nordrhein-Westfalen. Es ist der nördlichste Stadtteil.

## Geschichte
Erstmals erwähnt wird der Ort im Jahre 1226. Die erste urkundliche Erwähnung erfolgte erst am 12. März 1268. Damals wurde das Dorf Nathge genannt. Weitere Bezeichnungen waren Natenchen, Netage, Natche, Natinghe und Natinghen.
Südlich des Dorfes lag der Ort Immedeshausen. Er wurde bereits zwischen 1244 und 1248 erwähnt. Vermutlich zum Ende der Soester Fehde ist er untergegangen. Natingen gehörte bis zu den Napoleonischen Kriegen zur Richterei Borgholz im Hochstift Paderborn. 1807 wurde Natingen Teil des Kantons Gehrden im von Napoleon gegründeten Königreich Westphalen. Mit der Gründung des Kreises Warburg 1816 gehörte Natingen zunächst zum Kanton bzw. zum Amt Gehrden und seit etwa 1849 zum Amt Borgholz, das 1937 im Amt Borgentreich aufging. Mit Auflösung des Kreises Warburg und des Amtes Borgentreich durch das Sauerland/Paderborn-Gesetz wurde Natingen am 1. Januar 1975 in die Stadt Borgentreich eingegliedert, die gleichzeitig zum Kreis Höxter kam.
1856 wurde in der Nähe von Natingen ein 16,5 Kilogramm schwerer Meteorit gefunden und unter dem offiziellen Namen „Hainholz“ registriert. Er wurde als Mesosiderit der Untergruppe A4 klassifiziert. Der Fundort wird in verschiedenen Veröffentlichungen unterschiedlich angegeben, soll aber beim Gut Hainholz bei Natingen liegen.

## Politik
Ortsvorsteher ist Bernhard Tewes.